# Peter Desaga
Peter Desaga (14 marzo 1812 – 1879) è stato un inventore tedesco.
Tecnico di laboratorio, fu assistente di Robert Wilhelm Bunsen nel suo laboratorio di Heidelberg. Perfezionò e adattò diversi strumenti di analisi chimica. Fu il costruttore del primo spettroscopio utilizzato in analisi chimica da Bunsen e Kirchhoff.
La sua invenzione più rilevante è il bruciatore a gas noto come becco di Bunsen, una delle maggiori innovazioni nella chimica analitica dell'Ottocento.
Partendo da uno strumento precedente, progettato da Faraday e portato ad Heidelberg da Roscoe, Desaga seguì i suggerimenti di Bunsen e tra il 1854 e il 1855 costruì un prototipo che poi perfezionò. Il becco di Bunsen è in grado di generare una fiamma molto calda, che non genera fumo ed eccessiva luminosità grazie a una miscelazione controllata di combustibile e aria o ossigeno. Permette tramite regolazione di ottenere una fiamma di natura diversa, ossidante (colore blu) o riducente (colore arancio). Grazie anche al fatto che non venne brevettato né da Bunsen né da Desaga, lo strumento si diffuse ampiamente negli anni successivi.
Il figlio Carl sviluppò il laboratorio paterno fondato nel 1840, già denominato Desaga, nell'omonima azienda produttrice di strumenti di analisi chimica, confluita nel 2014 nel Gruppo Sarstedt.